# Schönberg (Rottenbuch)

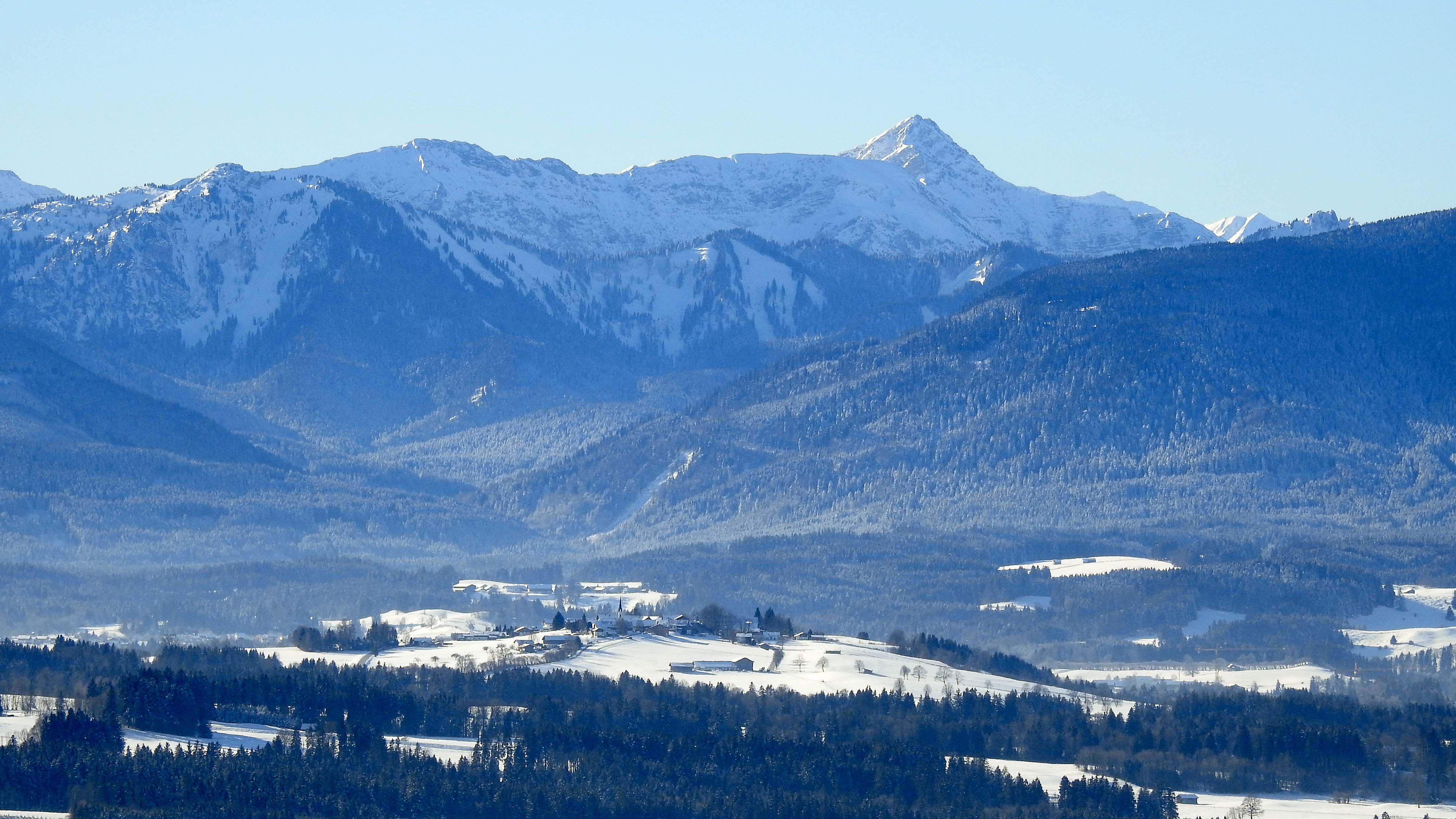
Schönberg von Norden mit dem Ammergebirge

Schönberg ist ein Gemeindeteil der Gemeinde Rottenbuch im oberbayerischen Landkreis Weilheim-Schongau.

## Geografie
Das Pfarrdorf Schönberg liegt circa drei Kilometer südöstlich von Rottenbuch auf dem Gipfel einer Anhöhe im bayerischen Alpenvorland.

## Geschichte
Schönberg gehörte bis zur Säkularisation zur Klosterhofmark Rottenbuch.
Bis zur Eingemeindung nach Rottenbuch am 1. Mai 1978 war Schönberg eine eigenständige Gemeinde.

## Bauwerke
Im Zentrum von Schönberg befindet sich die Kuratiekirche Mariä Himmelfahrt, ein neugotischer Bau von 1876.
Die Echelsbacher Brücke überspannt 1 km südlich des Ortes die Ammerschlucht.